# Xã Middle Fork, Quận Macon, Missouri
Xã Middle Fork (tiếng Anh: Middle Fork Township) là một xã thuộc quận Macon, tiểu bang Missouri, Hoa Kỳ. Năm 2010, dân số của xã này là 277 người.